# Gran Premi d'Europa de motociclisme
|  | Aquest article tracta sobre velocitat. Si cerqueu informació sobre motocròs, vegeu «Gran Premi d'Europa de Motocròs». |

El Gran Premi d'Europa de motociclisme fou un esdeveniment esportiu que es disputà en 6 ocasions entre el 1991 i el 2020, gairebé sempre al Circuit de Catalunya (tret de la primera edició al Jarama i la darrera a Xest), dins del calendari del Campionat del món de motociclisme. D'encà de 1996 l'esdeveniment s'anomena oficialment Gran Premi de Catalunya. El 2020 es recuperà el nom del Gran Premi per tal de celebrar-lo al circuit Ricardo Tormo de Xest la setmana anterior al Gran Premi de la Comunitat Valenciana, que es disputa sempre en aquell mateix circuit.
Entre 1924 i 1948, abans de la instauració del Campionat del Món, el Gran Premi d'Europa no era una cursa en si mateixa, ans un mer títol honorífic. També hi hagué alguna cursa internacional anomenada Gran Premi d'Europa, una de les quals celebrada al Circuit de l'Ametlla del Vallès l'any 1929 (la primera cursa així anomenada fou el Gran Premi de les Nacions de 1924, celebrat al circuit de Monza). Fins al 1937, els guanyadors d'aquesta cursa rebien el títol de Campió d'Europa de motociclisme. El 1938, aquest campionat es va decidir mitjançant una sèrie de curses i la designació de Gran Premi d'Europa ja no es tornà a fer servir fins a 1947, tot i que ja sense atorgar el títol de campió europeu.

## Noms oficials i patrocinadors
- 1991: G.P. de Europa (sense patrocinador oficial)
- 1992: Gran Premi Super Nintendo Entertainment System d'Europa
- 1993–1994: Gran Premi Pepsi d'Europa
- 1995: Gran Premi Marlboro de Catalunya[1]
- 2020: Gran Premi d'Europa (sense patrocinador oficial)[2]

## Circuits emprats

Circuit del Jarama, emprat el 1991.
Circuit de Catalunya, emprat de 1992 a 1995.
Circuit Ricardo Tormo, emprat el 2020.

## Guanyadors múltiples

### Pilots
| # Victòries | Pilot         | Victòries | Victòries        |
| # Victòries | Pilot         | Categoria | Anys             |
| ----------- | ------------- | --------- | ---------------- |
| 3           | Wayne Rainey  | 500cc     | 1991, 1992, 1993 |
| 3           | Luca Cadalora | 500cc     | 1994             |
| 3           | Luca Cadalora | 250cc     | 1991, 1992       |
| 3           | Max Biaggi    | 250cc     | 1993, 1994, 1995 |

### Constructors
| # Victòries | Constructor | Victòries | Victòries                    |
| # Victòries | Constructor | Categoria | Anys                         |
| ----------- | ----------- | --------- | ---------------------------- |
| 9           | Honda       | 500cc     | 1995                         |
| 9           | Honda       | 250cc     | 1991, 1992, 1993             |
| 9           | Honda       | 125cc     | 1991, 1992, 1993, 1994, 1995 |
| 4           | Yamaha      | 500cc     | 1991, 1992, 1993, 1994       |
| 2           | Aprilia     | 250cc     | 1994, 1995                   |

## Guanyadors per any
- Només es mostren les edicions modernes d'aquesta cursa, posteriors a 1948 i puntuables per al Campionat del Món.

| Any  | Circuit   | Moto3           | Moto3  | Moto2           | Moto2   | MotoGP        | MotoGP | Detalls |
| Any  | Circuit   | Pilot           | Moto   | Pilot           | Moto    | Pilot         | Moto   | Detalls |
| ---- | --------- | --------------- | ------ | --------------- | ------- | ------------- | ------ | ------- |
| 2020 | València  | Raúl Fernández  | KTM    | Marco Bezzecchi | Kalex   | Joan Mir      | Suzuki | Detalls |
|      |           | 125 cc          | 125 cc | 250 cc          | 250 cc  | 500 cc        | 500 cc |         |
| 1995 | Catalunya | Haruchika Aoki  | Honda  | Max Biaggi      | Aprilia | Àlex Crivillé | Honda  | Detalls |
| 1994 | Catalunya | Dirk Raudies    | Honda  | Max Biaggi      | Aprilia | Luca Cadalora | Yamaha | Detalls |
| 1993 | Catalunya | Noboru Ueda     | Honda  | Max Biaggi      | Honda   | Wayne Rainey  | Yamaha | Detalls |
| 1992 | Catalunya | Ezio Gianola    | Honda  | Luca Cadalora   | Honda   | Wayne Rainey  | Yamaha | Detalls |
| 1991 | Jarama    | Loris Capirossi | Honda  | Luca Cadalora   | Honda   | Wayne Rainey  | Yamaha | Detalls |